# Károly Wieland
Károly Wieland   (Soroksár, 1 de maig de 1934 - Weinheim, 30 de maig de 2020) fou un piragüista en aigües tranquil·les hongarès que va competir durant la dècada de 1950.
El 1956 va prendre part en els Jocs Olímpics d'Estiu de Melbourne, on guanyà la medalla de bronze en la prova del C-2, 1.000 metres del programa de piragüisme. Formà parella amb Ferenc Mohácsi.
En el seu palmarès també destaca una medalla d'or al Campionat del Món en aigües tranquil·les de 1954.
Es va llicenciar en enginyeria per la Universitat Tecnològica de Budapest el 1960. El 1972, després d'haver treballar a Egipte, el Pakistan i Xipre es traslladà amb la seva família a Alemanya, on passà la resta de la seva vida.